# Johan Lodewijk I van Nassau-Idstein
Johan Lodewijk I van Nassau-Idstein (1567 - Idstein, 20 juni 1596) was graaf van Nassau-Idstein, een deel van het graafschap Nassau. Hij stamt uit de Walramse Linie van het Huis Nassau.

## Biografie
Johan Lodewijk was het enige kind van graaf Balthasar van Nassau-Idstein en Margaretha van Isenburg-Büdingen, dochter van graaf Reinhard van Isenburg-Büdingen en Elisabeth van Waldeck.
Johan Lodewijk volgde in 1568 zijn vader op als graaf van Nassau-Idstein. Hij stond tot 1590 onder regentschap, eerst tot 1574 van Johan III van Nassau-Saarbrücken, en daarna van Albrecht van Nassau-Weilburg en Filips III van Nassau-Saarbrücken.
Johan Lodewijk overleed toen hij op het doopfeest van zijn zoon in een vlaag van waanzin uit een venster van de Burcht Idstein sprong. Hij werd begraven in de Uniekerk te Idstein. Van het grafmonument voor hem en zijn vrouw resteren nog slechts enkele delen.

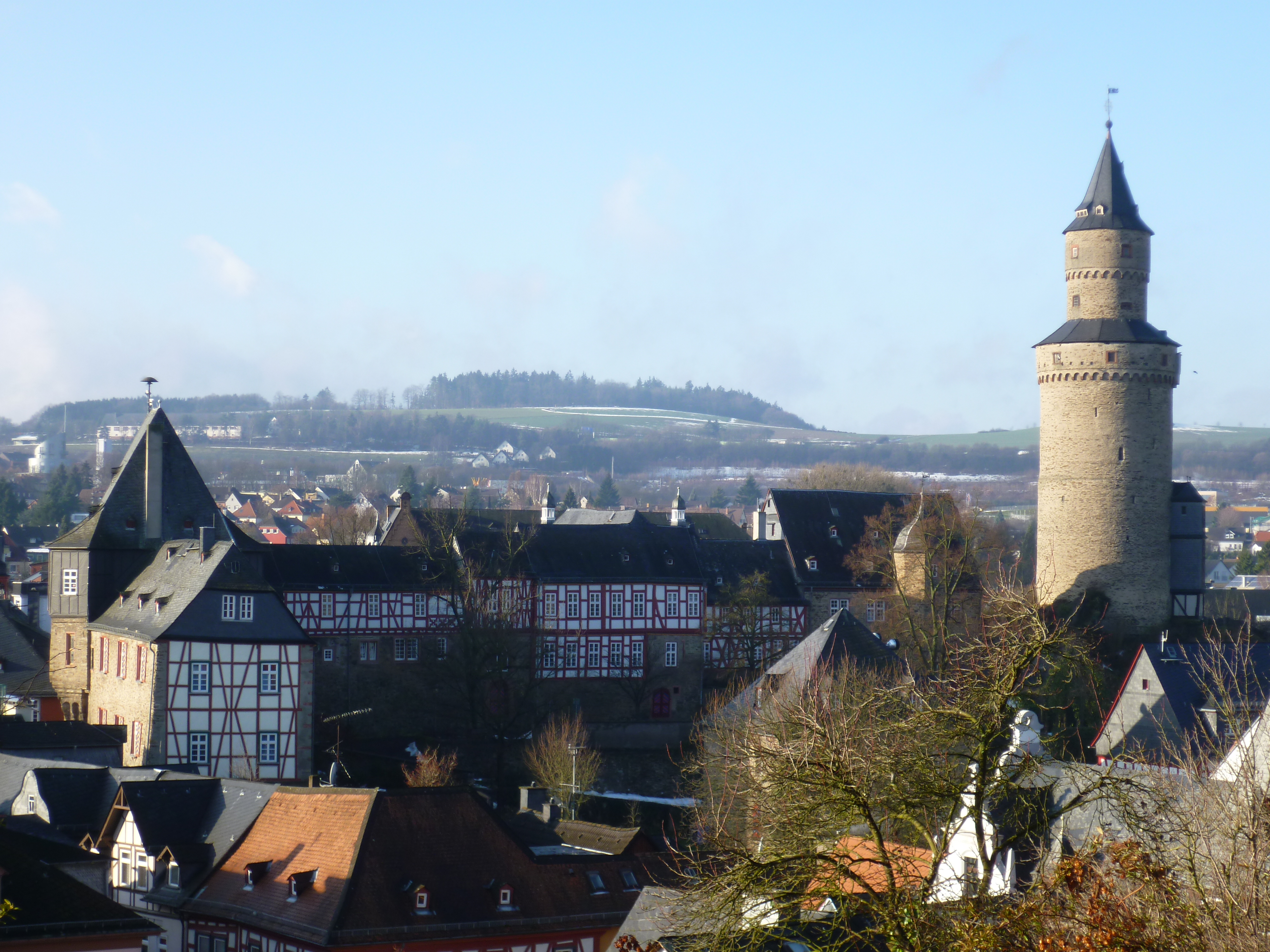
De Burcht Idstein met rechts de Hexenturm

## Huwelijk en kinderen
Johan Lodewijk huwde te Idstein op 2 december 1588 o.s. met Maria van Nassau-Siegen (Dillenburg, 12 november 1568 - Detmold, 30 april 1632 o.s.), dochter van graaf Johan VI ‘de Oude’ van Nassau-Siegen en Elisabeth van Leuchtenberg.

Uit dit huwelijk werden de volgende kinderen geboren:
1. Margaretha (15 september 1589 - Rheda, 28 december 1660 n.s.), huwde eerst te Birstein op 30 november 1606 met graaf Adolf van Bentheim-Tecklenburg (17 juli 1577 - 5 november 1623), en daarna te Rheda op 29 juni 1631 met Wilhelm Freiherr Wanniecky von Gemmnist (1600 - Slot Tecklenburg, 7 september 1644).
2. Anna Catharina (Idstein, 4 december 1590 - Detmold, 6 juni 1622), huwde te Brake op 6 mei 1607 met graaf Simon VII ‘de Vrome’ van Lippe-Detmold (30 december 1587 - 26 maart 1627). Anna Catharina overleed in het kraambed en werd begraven in de crypte van de kloosterkerk te Blomberg.
3. Maria Magdalena (Idstein, 11 augustus 1592 - Offenbach, 13 januari 1654), huwde te Büdingen op 11 of 12 november 1609[9] met graaf Wolfgang Hendrik van Isenburg-Büdingen-Birstein (Offenbach, 20 oktober 1588 - Frankfurt am Main, 27 februari 1635).
4. Juliana (7 november 1593 - Dillenburg, 1 juni 1605). Ze overleed aan de kinderpokken en werd begraven in de Evangelische Stadskerk te Dillenburg.[10]
5. Johan Filips (Idstein, 26 maart 1595 - Idstein, 29 augustus 1599). Hij volgde in 1596 (onder regentschap) zijn vader op. Hij werd begraven in de Uniekerk te Idstein.
6. Johan Lodewijk (Idstein, 21 mei 1596 - Dillenburg, 9 juni 1605 o.s.). Hij volgde in 1599 (onder regentschap) zijn broer op. Hij overleed aan de kinderpokken en werd op 26 juni 1605 begraven in de Evangelische Stadskerk te Dillenburg.[11]